# 鈍吻美洲鱥
鈍吻美洲鱥（學名：Notropis simus），為輻鰭魚綱鯉形目雅羅魚科的其中一種，被IUCN列為瀕危保育類動物，分布於北美洲美國德克薩斯州、新墨西哥州佩科斯河流域，本魚呈長橢圓形且側扁，眼大、口近下位，體長可達10公分，棲息在沙石底質的溪流，生活習性不明。